# Słudwia (rzeka)
Słudwia – rzeka, lewy dopływ Bzury o długości 44,51 km i powierzchni dorzecza 649 km². 
Płynie przez Równinę Kutnowską, w województwie łódzkim. Wypływa z łąk koło wsi Długołęka na południe od Gostynina. Przepływa przez miejscowości Przyzórz, Pobórz, Kurów-Wieś, Oporów, Pasieka, Żychlin, Złaków Kościelny, Maurzyce, a do Bzury uchodzi na północny zachód od Łowicza (Klewków). Jej lewym dopływem jest Nida, a prawym Przysowa.
Na Słudwi w Maurzycach znajduje się zabytkowy most drogowy (obecnie zamknięty dla ruchu) zbudowany w 1929 r. według projektu prof. Stefana Bryły.